# Nitteo
Nitteo (in greco antico Nυκτεύς Nyktèus) è un personaggio della mitologia greca ed il suo nome deriva da νύξ che significa notte.
Era figlio della ninfa Clonia del contadino Ireo (a sua volta figlio di Poseidone e della pleiade Alcione).

## Mitologia
Originario dell'Eubea, dovette abbandonarla dopo aver ucciso Flegias (il figlio del dio Ares), per poi rifugiarsi a Tebe, città in cui ottenne il trono.
Fratello di Lico, Nitteo fu re di Tebe, sposo di Polisso e padre di Antiope e Nittimene, quest'ultima venne tramutata in civetta dalla dea Atena per evitare che intrattenesse una relazione incestuosa con il padre, innamorato di lei.
Antiope invece venne sedotta nella notte da Zeus e scoperta la gravidanza scappò a Sicione e si sposò con il re della città Epopeo.
Nitteo alla notizia del matrimonio si uccise per la disperazione, lasciando il compito al fratello di andare a riprendere la figlia e vendicare la sua morte. Lico così catturò Antiope, abbandonò sul monte Citerone i figli della nipote nati dal rapporto con Zeus, Anfione e Zeto ed uccise Epopeo.